# Eugenia cisplatensis
El guayabo colorado, Eugenia cisplatensis Cambess es un árbol que puede alcanzar los 20m de altura. Nativo de Argentina, Brasil, Paraguay y Uruguay. Otros nombres comunes:arrayán, guabirá, guabiyú, mato blanco.

## Descripción

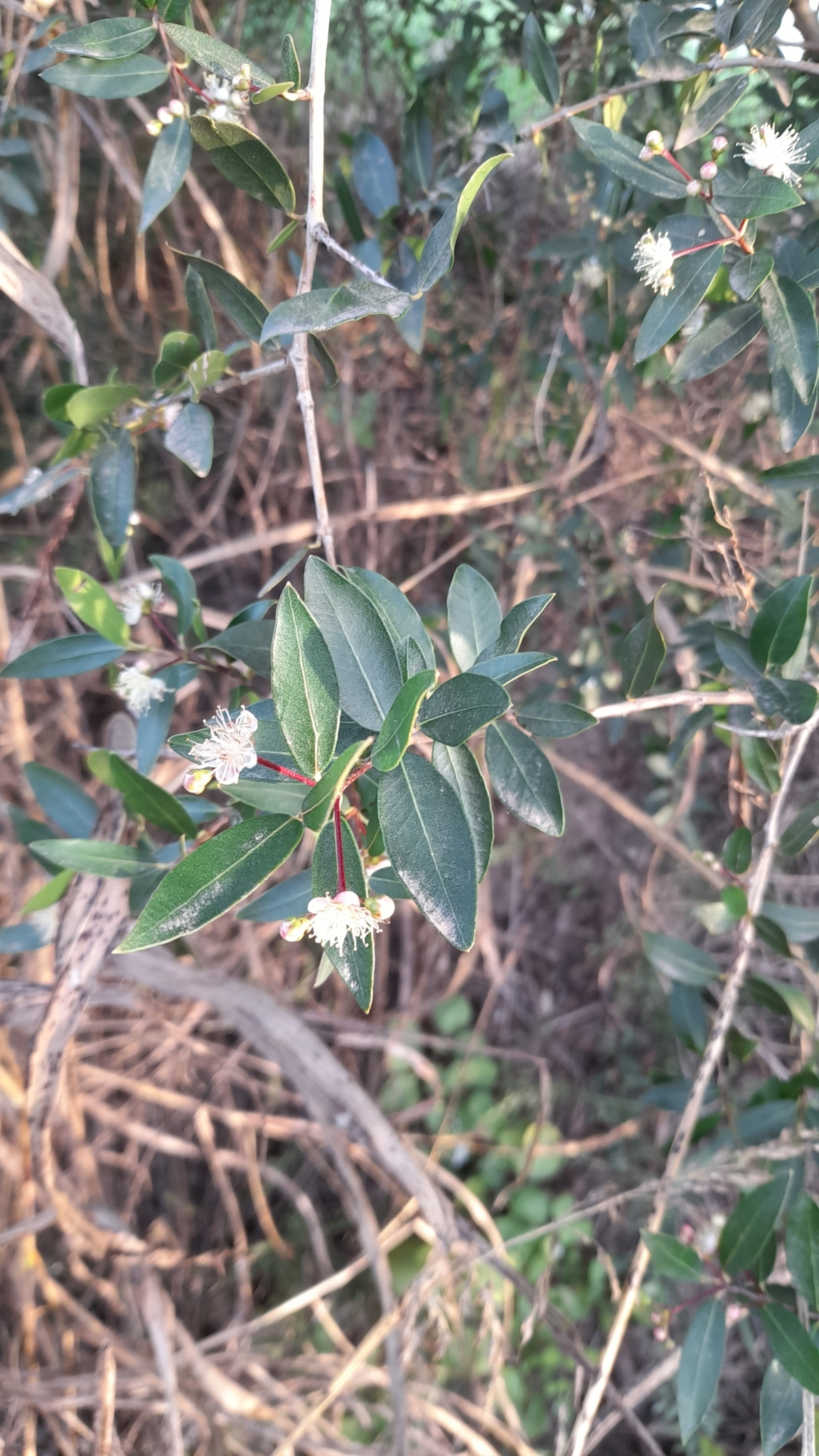
Guayabo colorado, detalle de hojas

Este árbol alcanza alturas de 5-9 m, follaje perenne. Corteza lisa  parda rojiza de la que se desprenden placas (como es característico de la Familia). ,Tronco con ramas tortuosas, se caracteriza por ser frío al tacto. Hojas verde oscuras; simples, elíptica lancoladas, íntegras, glabras, coriáceas;  ápice agudo apiculado. Flores blancas amarillentas, muy pequeñas, axilares; se disponen de a tres sobre un pedúnculo común, y florece en verano. Fruto baya negra, de 6-10 mm de diámetro, con una o dos semillas. Floración en verano; fructificación en otoño. Prefiere los bordes exteriores de los bosques ribereños y los bosques de serranías.
Sus flores atraen a insectos polinizadores y sus frutos son apetecidos por aves frugívoras.

## Taxonomía
Eugenia cisplatensis fue descrita por Jacques Cambessèdes y publicado en Flora Brasiliae Meridionalis (quarto ed.) 2: 342. 1832.

### Etimología
Eugenia: nombre genérico otorgado en honor del  Príncipe Eugenio de Saboya.
cisplatensis: por su ubicación geográfica, Provincia cisplatina.

### Sinonimia
- Blepharidachne ellipticus
- Eugenia apiculata
- Eugenia cisplatina
- Eugenia elliptica
- Luma cisplatensis
- Myrcianthes apiculata
- Myrcianthes cisplatensis